# Wiltshirocossus aries
Wiltshirocossus aries is een vlinder uit de familie van de Houtboorders (Cossidae). De wetenschappelijke naam is voor het eerst als Cossus aries gepubliceerd in 1902 door Rudolf Püngeler.

## Verspreiding
De soort komt voor in de Canarische Eilanden, Marokko, Zuid-Algerije, Tunesië, Libië, Egypte, Westelijke Sahara, Mauritanië, Syrië, Israël, Bahrein, Saoedi-Arabië, de Verenigde Arabische Emiraten, Oman en Jemen. Het voorkomen in Spanje is onzeker.

## Waardplanten
De rups leeft op:
- Anacardiaceae
  - Pistacia terebinthus
  - Rhus sp.
  - Schinus sp.
- Fabaceae
  - Acacia sp.

## Ondersoorten
- Wiltshirocossus aries aries (Püngeler, 1902)
- Wiltshirocossus aries aegyptiaca (Hampson, 1910)
  - = Cossus aegyptiaca Hampson, 1910
- Wiltshirocossus aries cheesmani (Tams, 1925)
  - = Cossus cheesmani Tams, 1925